# Blair Brown

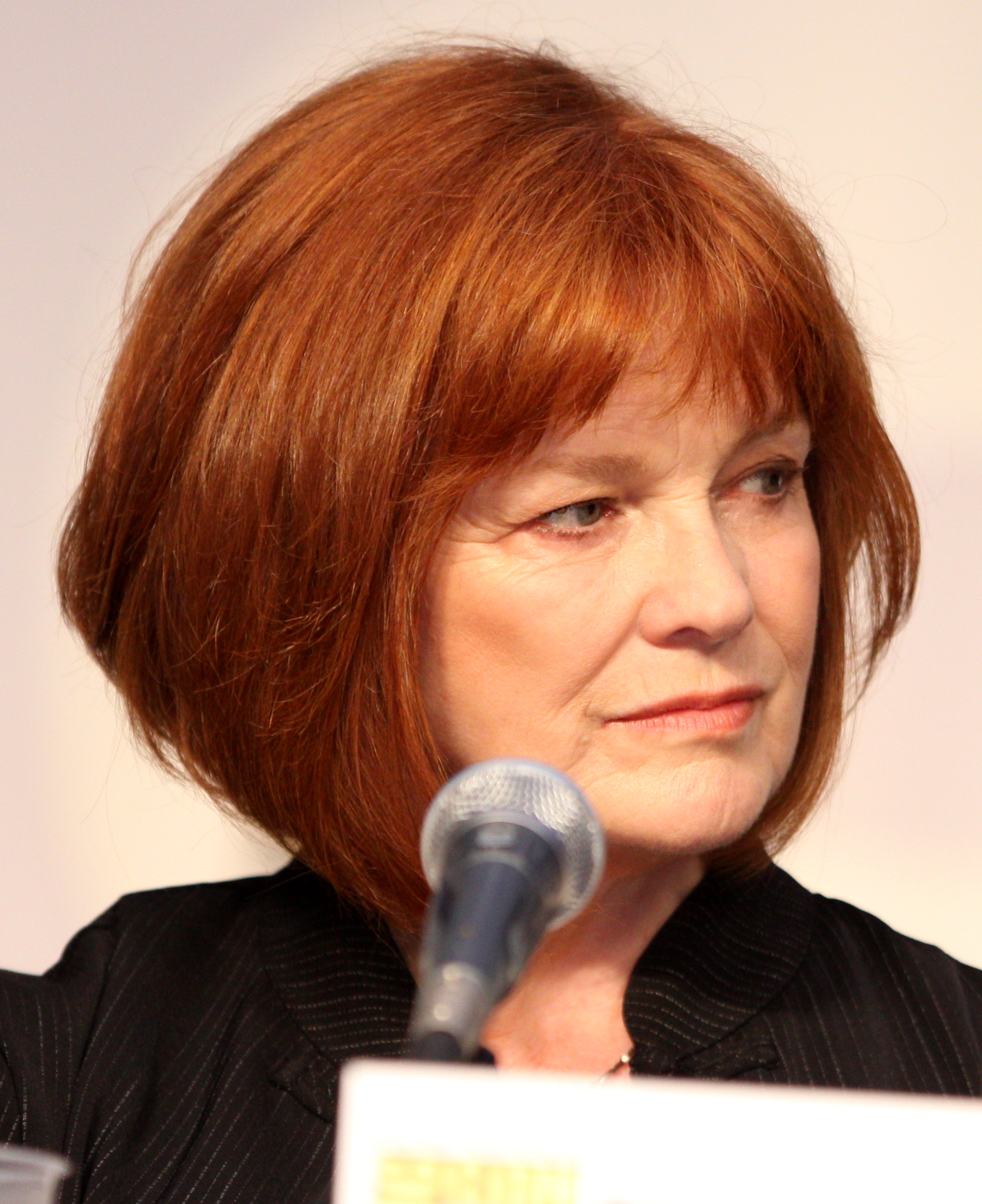
Imagem de Bonnie Brown.

Bonnie Blair Brown (Washington, 23 de abril de 1947) é uma atriz estadunidense de televisão e cinema conhecida pela aparência em Fringe como "Nina Sharp".
FILMOGRAFIA
| ANO  | TÍTULO                                                   | PAPEL                      |  |
| ---- | -------------------------------------------------------- | -------------------------- |  |
| 2017 | Orange Is the New Black - Temporada 5                    | Judy King                  |  |
| 2016 | Elementary - Temporada 5 Episódios -                     | Kate Durning               |  |
| 2015 | Limitless - Temporada 1                                  | Marie Finch                |  |
| 2015 | Orange Is the New Black - Temporada 3 Episódios - - - -  | Judy King                  |  |
| 2014 | Forever - Temporada 1 Episódio                           | Fawn Mahoney Ames          |  |
| 2014 | Person Of Interest - Temporada 4 Episódio                | Emma Blake                 |  |
| 2014 | The Affair - Temporada 1 Episódio                        | Dr. Gunderson              |  |
| 2012 | Fringe - Temporada 5                                     | Nina Sharp                 |  |
| 2012 | Political Animals - Temporada 1 Episódio                 | Barbara Berg               |  |
| 2011 | Falling Skies - Temporada 1 Episódio                     | Sonya Rankin               |  |
| 2011 | Fringe - Temporada 4                                     | Nina Sharp                 |  |
| 2010 | Fringe - Temporada 3                                     | Nina Sharp                 |  |
| 2009 | Fringe - Temporada 2                                     | Nina Sharp                 |  |
| 2008 | Fringe - Temporada 1                                     | Nina Sharp                 |  |
| 2007 | Filha das Sombras                                        | Mãe da Laura               |  |
| 2006 | Dark Matter                                              | Hildy                      |  |
| 2006 | O Amor Pode Dar Certo                                    | Eve                        |  |
| 2005 | Dark Shadows                                             | Elizabeth Collins Stoddard |  |
| 2005 | Missing - Temporada 3 Episódio                           | Emma                       |  |
| 2005 | Obsessão                                                 | Jeanette Rawley            |  |
| 2004 | Law & Order: Special Victims Unit - Temporada 6 Episódio | -                          |  |
| 2003 | Dogville                                                 | Mrs Henson                 |  |
| 2003 | ER - Temporada 10 Episódio                               | -                          |  |
| 2003 | Law & Order: Special Victims Unit - Temporada 5 Episódio | -                          |  |
| 2002 | CSI: Miami - Temporada 1 Episódio                        | -                          |  |
| 2002 | Lei & Ordem - Temporada 13 Episódio                      | -                          |  |
| 2002 | Smallville - Temporada 2 Episódio                        | Rachel Dunlevy             |  |
| 2001 | O Toque de Um Anjo - Temporada 8 Episódio                | Victoria                   |  |
| 2000 | Cowboys do Espaço                                        | Dr. Anne Caruthers         |  |
| 2000 | Hamlet                                                   | Gertrude                   |  |
| 1999 | Enigma do Espaço                                         | Shelly McLaren             |  |
| 1992 | Este Velório é uma Parada                                | Amy Scanlan                |  |
| 1981 | Brincou com Fogo... Acabou Fisgado!                      | Nell Porter                |  |
| 1980 | Viagens Alucinantes                                      | Emily Jessup               |  |
| 1976 | Kojak - Temporada 4 Episódio                             | Stella                     |  |